# Family Circle Cup 2004
Family Circle Cup 2004 — жіночий тенісний турнір, що проходив на відкритих кортах з ґрунтовим покриттям Family Circle Tennis Center у Чарлстоні (США). Це був 32-й за ліком Family Circle Cup. Належав до турнірів 1-ї категорії в рамках Туру WTA 2004. Тривав з 12 до 18 квітня 2004 року. Четверта сіяна Вінус Вільямс здобула титул в одиночному розряді.

## Фінальна частина

### Одиночний розряд
Вінус Вільямс —  Кончіта Мартінес 2–6, 6–2, 6–1

### Парний розряд
Вірхінія Руано Паскуаль /  Паола Суарес —  Мартіна Навратілова /  Ліза Реймонд 6–4, 6–1